# Князівський палац (Гродно)
53°40′38″ пн. ш. 23°49′21″ сх. д. / 53.677111° пн. ш. 23.822472° сх. д.
Князівський палац (терем) — пам'ятка давньоруської архітектури ХІІ століття на Старому замку в місті Гродно, нині Гродненської області Республіки Білорусь. Належить до Гродненської школи зодчества. До нашого часу збереглися залишки палацу.

## Опис
На південному краю дитинця стародавнього Гродно в 1932 р. Ю. Ядковським були розкопані руїни стародавньої споруди. Від неї збереглася лише північна частина, оскільки з півдня стіни будівлі були знищені при зведенні замку Баторія. Північна стіна будівлі вціліла на всю довжину (9.72 м) і на висоту до 2 м. Посередині північної стіни розташований вхідний отвір шириною 1.63 м. Західна частина будівлі являє собою приміщення, що має зсередини довжину із заходу на схід 6.5 м; поперечний розмір невідомий. По боках входу в цьому приміщенні знаходяться ніші шириною близько 1 м, висотою 1.85 м, які були перекриті арковими перемичками. Такі ж 2 ніші знаходилися у західній стіні. У східній частині будівлі цегляна стіна виділяє вузьке приміщення (внутрішній його розмір по північній стіні 0.83 м), розділене прорізом на 2 частини. Товщина стін різна: західної і північної 1.12-1.17 м, східної всього 0.6 м, проміжної, між великим і малим приміщеннями, 0.74 м.
Будівля складена з цегли в рівношаровій техніці. Розмір цегли 4-5х18-20х29.5-31 см, товщина швів 2-2.5 см. Розчин з невеликою кількістю цем'янки. На торцях цегли зустрічаються знаки. Із зовнішнього боку будівлі в кладку вкладені у вигляді горизонтальних смуг майже необроблені валуни. Фундамент — 1 ряд валунів, під якими лежить шар битої цегли і шматочків вапна. Глибина фундаменту лише близько 35 см; він врізаний в культурний шар XII ст. При розкопках будівлі були знайдені полив'яні керамічні плитки (в тому числі фігурні), злитки олова, яке розплавилося, і злитки листового олова (ймовірно, свинцю від покрівлі), а також численні побутові предмети XII ст.
Трохи пізніше з боків входу зовні до будівлі були прибудовані 2 фланкуючі вхід стінки, а в другій половині XIII або в XIV ст. сам вхід вичинений брусковою цеглою.
М. М. Воронін інтерпретував розкопану будівлю як фортечну вежу, яка можливо поєднувала бойові і житлові функції. Більш ймовірне припущення Ю. Ядковського, що це терем — парадна частина княжого палацу. Дата спорудження —- друга половина XII ст.

## Галерея

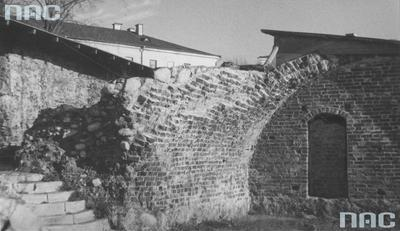
Фрагменти князівського терему. 1930-ті рр.
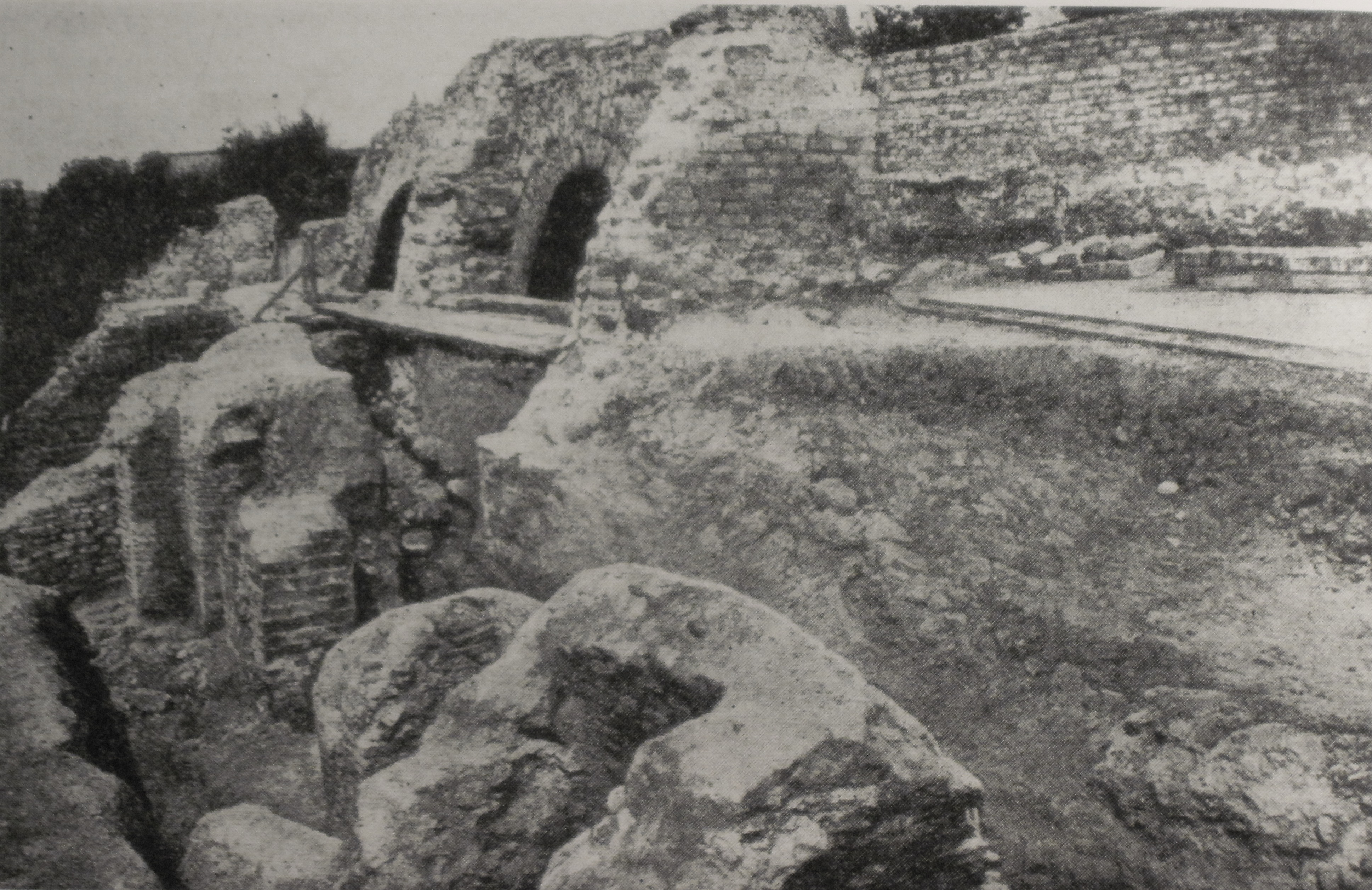
Фрагменти князівського палацу. 1930-ті рр.
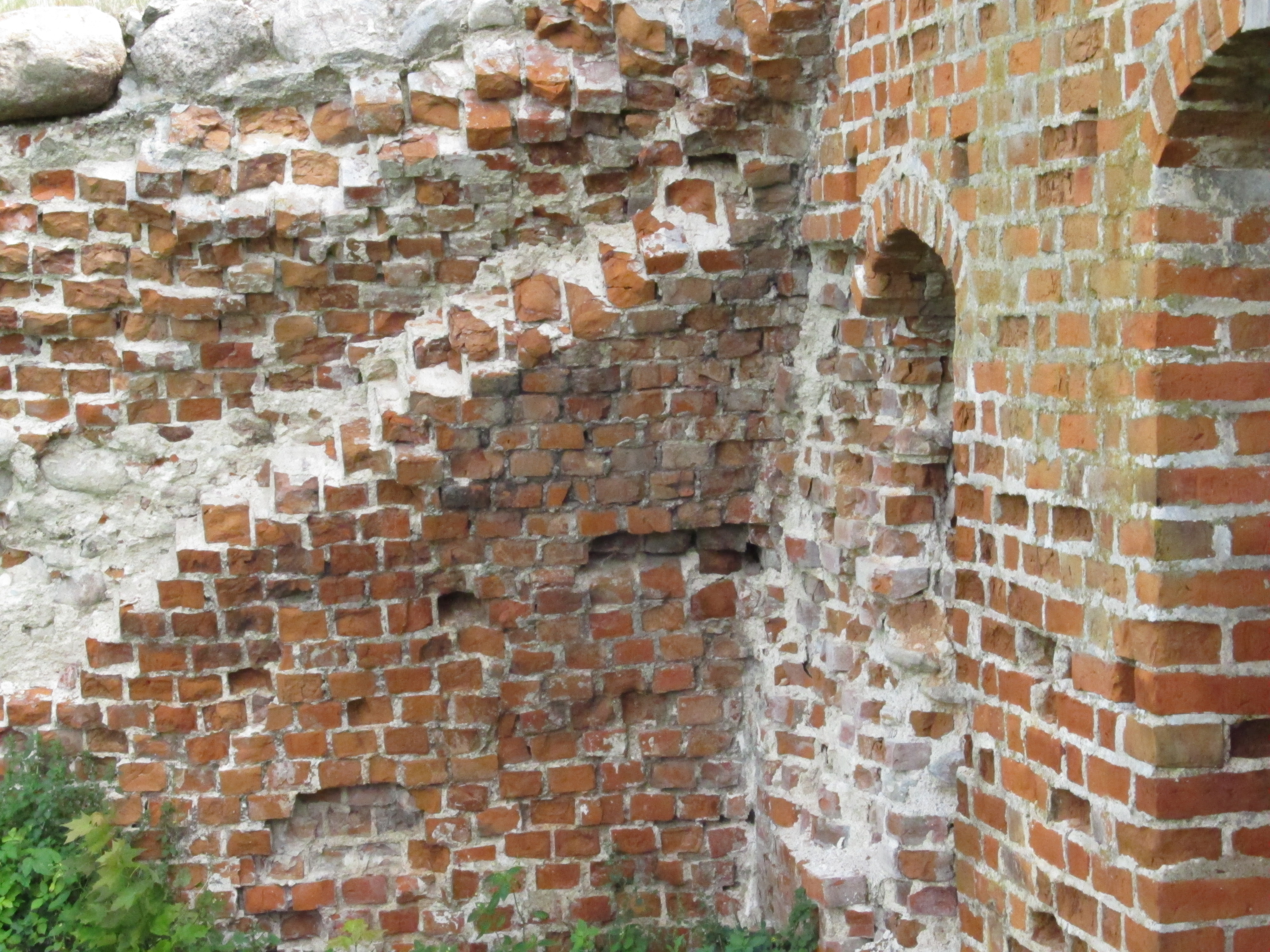
Фрагменти князівського терему. 2011 р.
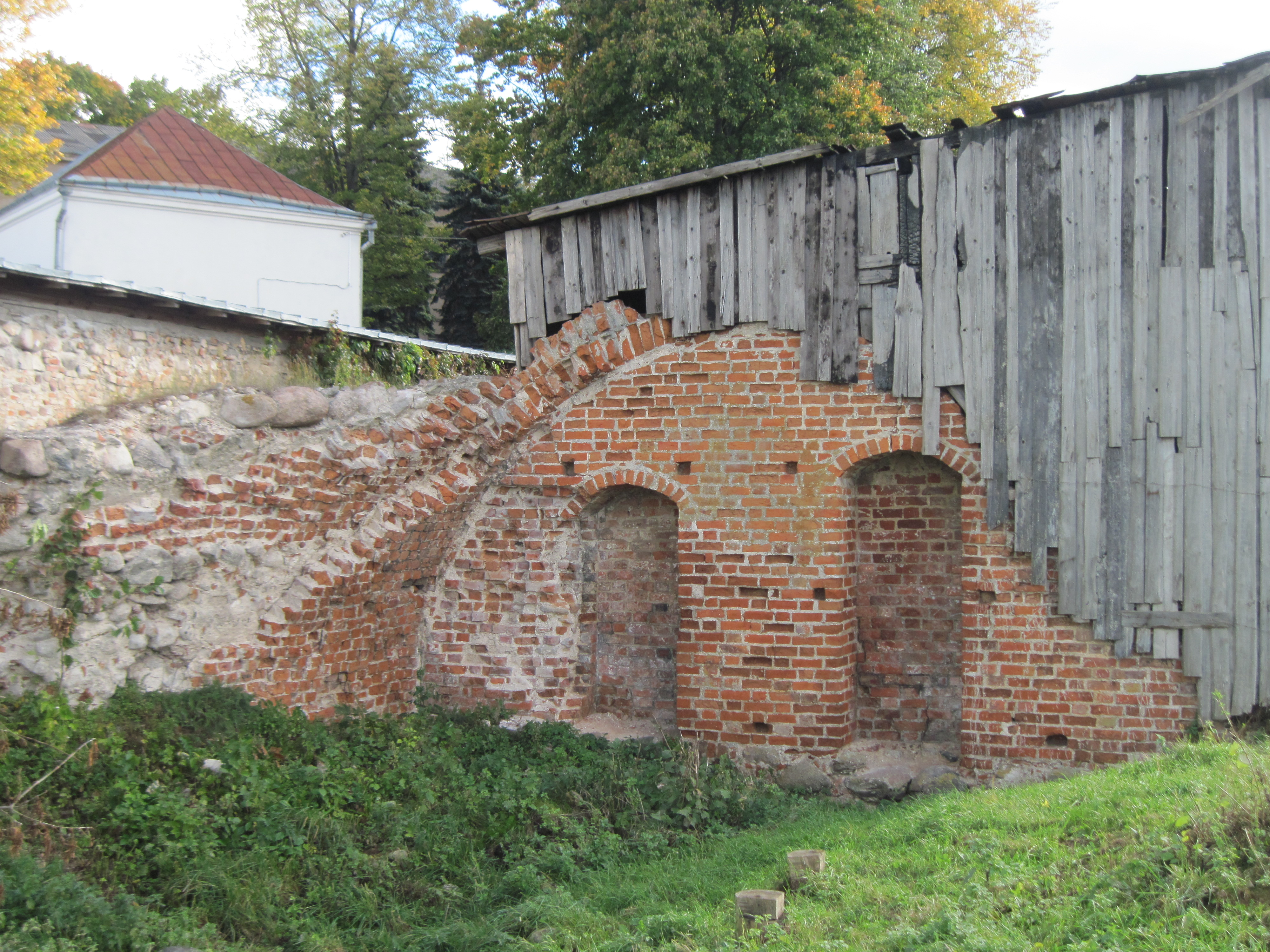
Фрагменти князівського палацу. 2012 р.
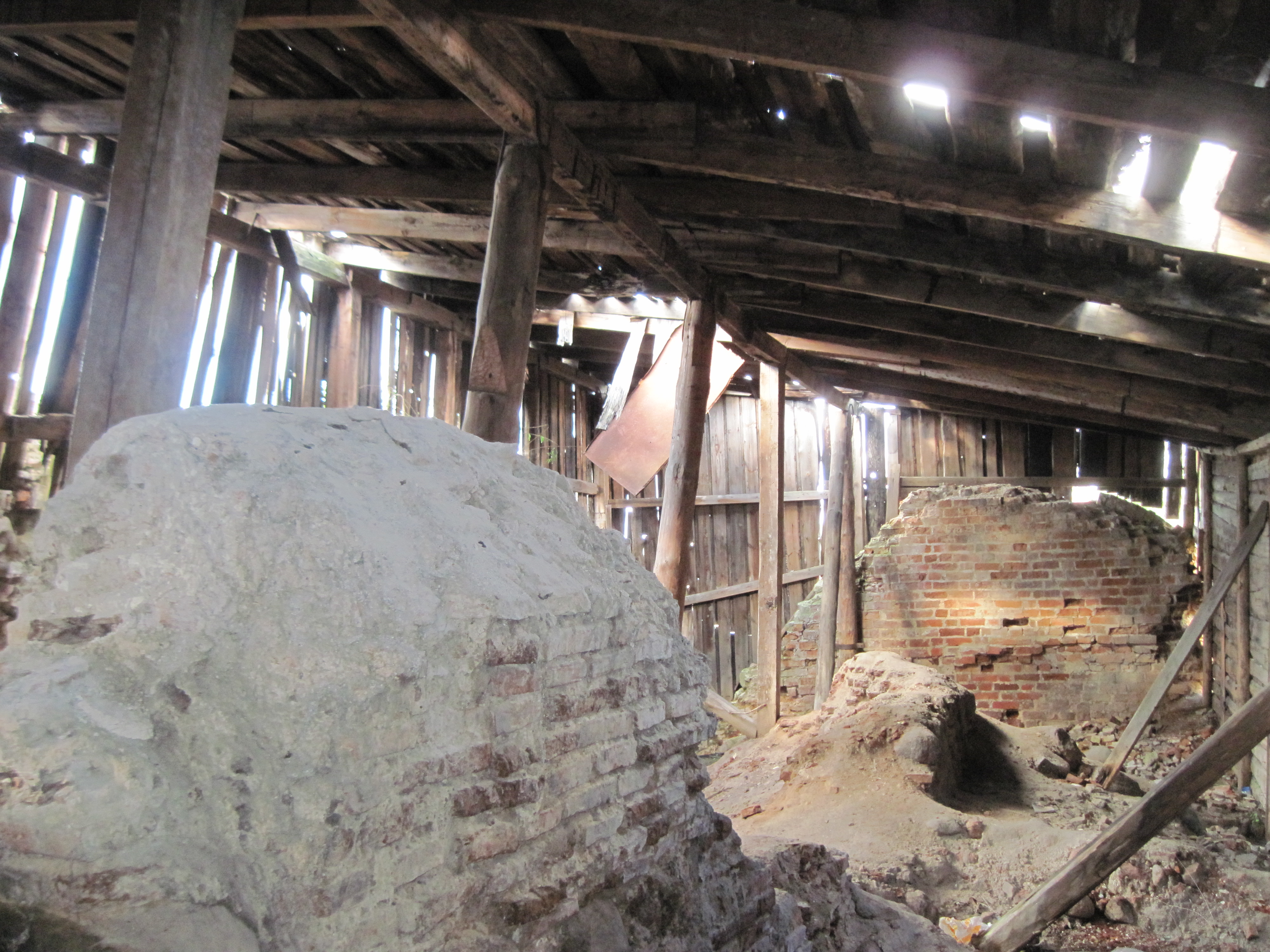
Фрагменти князівського терему. 2012 р.